# Frymburk u Sušice
Frymburk, 1951–1991: Želenov (deutsch Frimburg) ist eine Gemeinde in Tschechien. Sie liegt acht Kilometer südlich von Horažďovice und gehört zum Okres Klatovy.

## Geographie

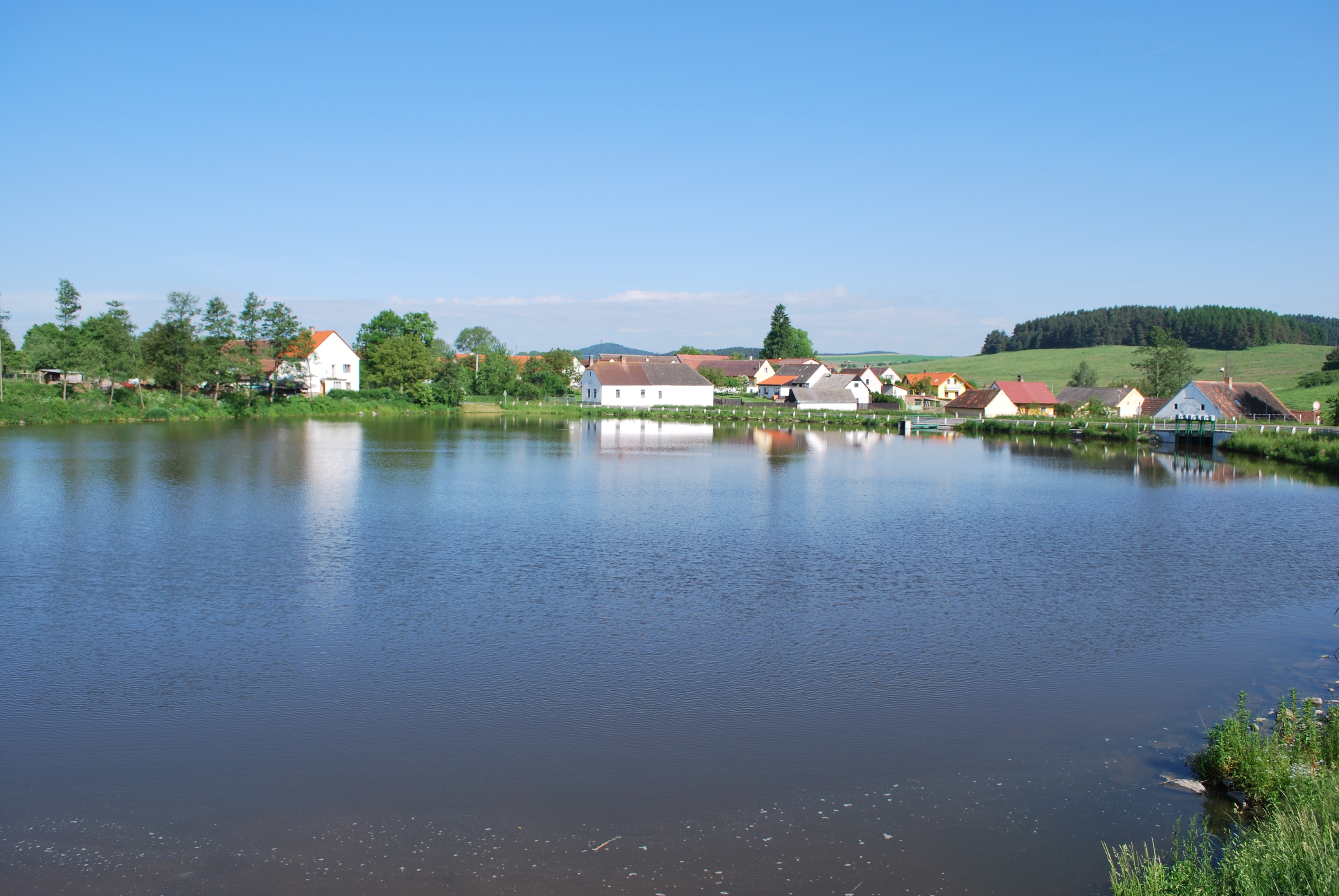
Blick über den Mlýnský rybník auf Frymburk

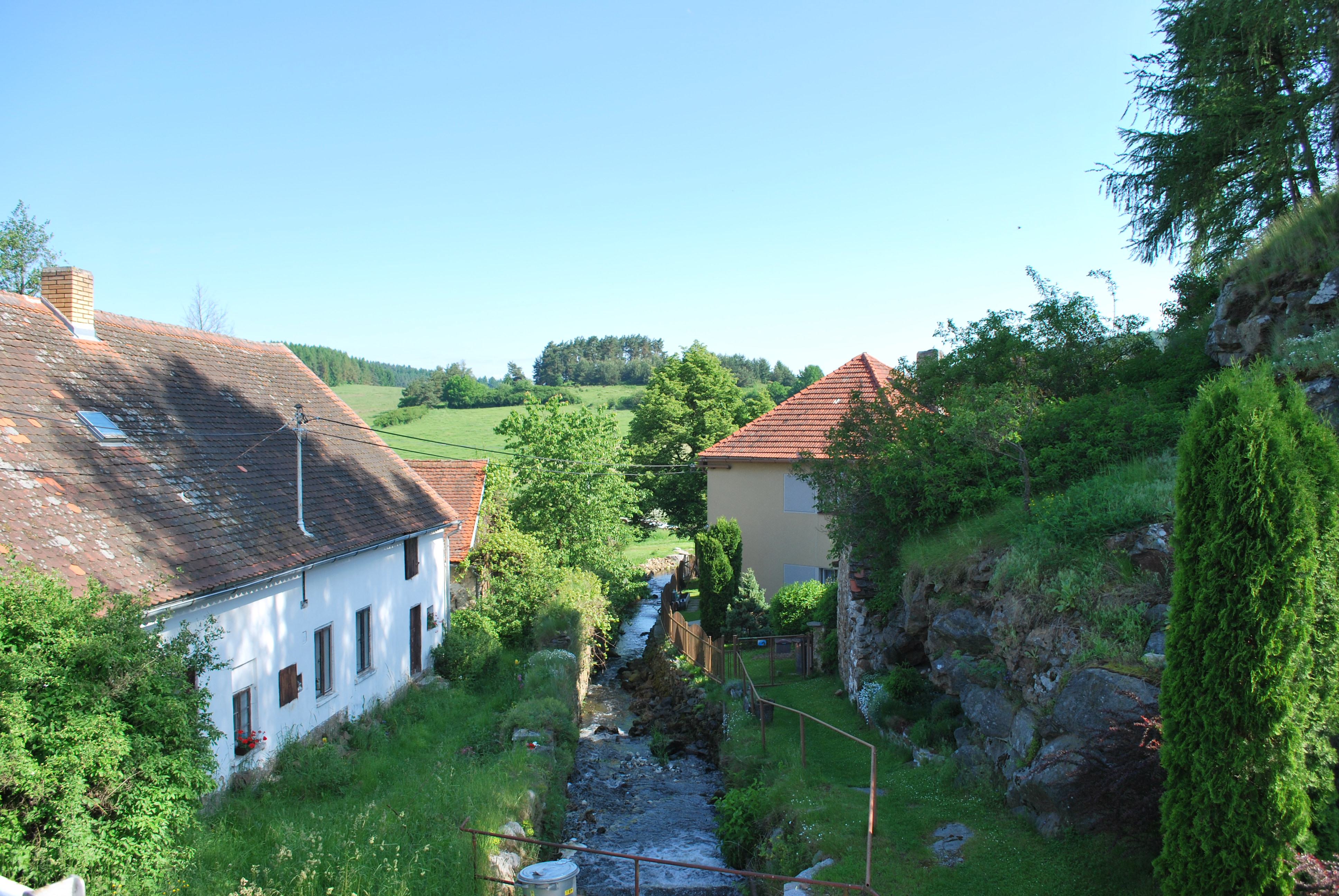
Häuser am Mačický potok unterhalb des Teichdammes

Frymburk befindet sich an der Einmündung des Kejnický potok im Tal des Baches Mačický potok in den Šumavské podhůří (Böhmerwaldvorland). Im Ort liegen die Teiche Mlýnský rybník und Sázka. Nördlich erheben sich die Tesený (547 m), der Vrch (540 m), der Stráž (584 m) und der V Háji (557 m), im Nordosten der Vršky (537 m), östlich der Turkovický vrch (564 m), im Südosten der Pohoří (591 m), südlich der Klokotín (635 m), im Südwesten der Želenov (664 m) sowie westlich der U Damětic (534 m). Durch Frymburk verläuft die Staatsstraße II/172 zwischen Katovice und Strašín.
Nachbarorte sind Kejnice, Veřechov und Kalenice im Norden, Na Vidrolce, Nové Dvory, Kladruby und Přípilka im Nordosten, Volenice und Mrkosín im Osten, Tažovická Lhota, Ohrazenice und Krejnice im Südosten, Vojnice und Soběšice im Süden, Mačice, Bukovník und Damětice im Südwesten, Domoraz im Westen sowie Žichovice, Lázna und Nezamyslice im Nordwesten.

## Geschichte
Die Feste Friedenburg wurde im 13. Jahrhundert errichtet, unterhalb der Anlage entstanden ein Hof und das gleichnamige Dorf.
Das Gut Fridenburg war seit 1318 als hälftiger Besitz der Brüder Sezema und Protiwa de Fridburg aus dem Geschlecht der Herren von Kasejovice. Im Jahre 1341 verkaufte Sezima seine Hälfte des Gutes an den Vyšehrader Propst Pertolt von Leipa, der damit ihm selben Jahre Drslav von Schellenberg belehnte, und verlegte seinen Sitz nach Kasejovice. Die letzte Nachricht über Protiwa de Fridburg stammt von 1349, als dieser vom Kloster Windberg zu Wiederherstellungsarbeiten im Dorf Albrechtsried aufgefordert wurde. Protivas Nachfahren verkauften später auch ihre Hälfte des Gutes. Im Jahre 1384 war Pavel von Vimperk aus dem Geschlecht der Herren von Janovice Besitzer des Gutes. Danach gehörte Fridenburg dem Stach von Buben, der auch das Gut Štěkeň besaß und 1396 als Kirchpatron in Volenice in Erscheinung trat. Ihm folgten ab 1408 seine Söhne Držkraj Stoklasa, auch Stoklas von Hradek genannt († 1437), Vácslav Varlych und Racek Varlych Bubna von Friedenburg. Der Name Fridenburg wandelte sich zu Beginn des 15. Jahrhunderts in Frymburk, der erste Nachweis dieser Namensform stammt von 1416. Racek Varlych war ab 1456 nach dem Tod seiner Brüder alleiniger Besitzer von Frymburk. 1465 trat er in die Dienste des polnischen Königs Kasimir IV. Andreas und kämpfte gegen den böhmischen König Georg von Podiebrad. Im Jahre 1467 ließ der böhmische Landeshauptmann, Herzog Heinrich von Münsterberg, daraufhin die Friedenburg einnehmen und niederbrennen. Nach ihrer Eroberung und Zerstörung blieb die Friedenburg wüst und wurde später gänzlich abgetragen.
1484 verkaufte Racek Varlych dem Kaplanat Velhartice zwei Dörfer; er verstarb nach 1490. Nach seinem Tode wurde das Gut Frymburk an die Herrschaft Raby verkauft. Im Jahre 1574 trennte Wilhelm von Rosenberg das Gut Frymburk mit dem wüsten Schloss, dem wüsten Hof und den Dörfern Frymburk und Kejnice wieder von Raby ab und verkaufte es an Jan Vojslav Branišovský von Branišov. Dieser errichtete im Dorf auf dem Gelände des Hofes einen neuen Herrensitz; zur Finanzierung des Baus veräußerte der Kejnice an Jan Kavka von Říčany. Ab 1612 verwaltete Jan Vojslavs Witwe Barbara von Lišvice mit ihren beiden Söhnen den Besitz. Nachdem 1623 auch ihr jüngster Sohn Vojslav verstorben war, fiel das Gut an die böhmische Krone heim. Wenig später wurde die neue Feste bei Kämpfen während des Dreißigjährigen Krieges zerstört.
Die Hofkammer verkaufte das Gut Frymburk an Elisabeth Kolowrat-Krakowsky, geborene von Lobkowicz, die es der ihren Mann Albrecht Wilhelm gehörenden Herrschaft Žichovice zuschlug. Im Laufe der Zeit wurde das Dorf auf Karten auch als Reiberg, Remberg, auch Reinburg bezeichnet. Franz von Kolowrat-Krakowsky verkaufte die Herrschaft 1707 an Johann Philipp von Lamberg. Dieser erwarb im Jahr darauf noch die Herrschaft Raby und 1710 die Herrschaft Žihobce. Ihn beerbte Franz Anton Reichsfürst von Lamberg, der die vereinigten Güter im Jahre 1716 zu einem Fideikommiss erhob. Danach folgte 1760 dessen Sohn Johann Friedrich Reichsfürst von Lamberg, der 1797 ohne Nachkommen verstarb. Durch das Erlöschen der reichsfürstlichen Linie fielen deren Würde, Güter und Ämter 1804 an Johann Friedrichs Neffen Karl Eugen († 1831) aus der jüngeren Linie der Lamberger, der damit zum Reichsfürsten von Lamberg, Freiherrn von Ortenegg und Ottenstein auf Stöckern und Amerang erhoben wurde. Sein ältester Sohn Gustav Joachim Fürst von Lamberg trat das Erbe 1834 an.

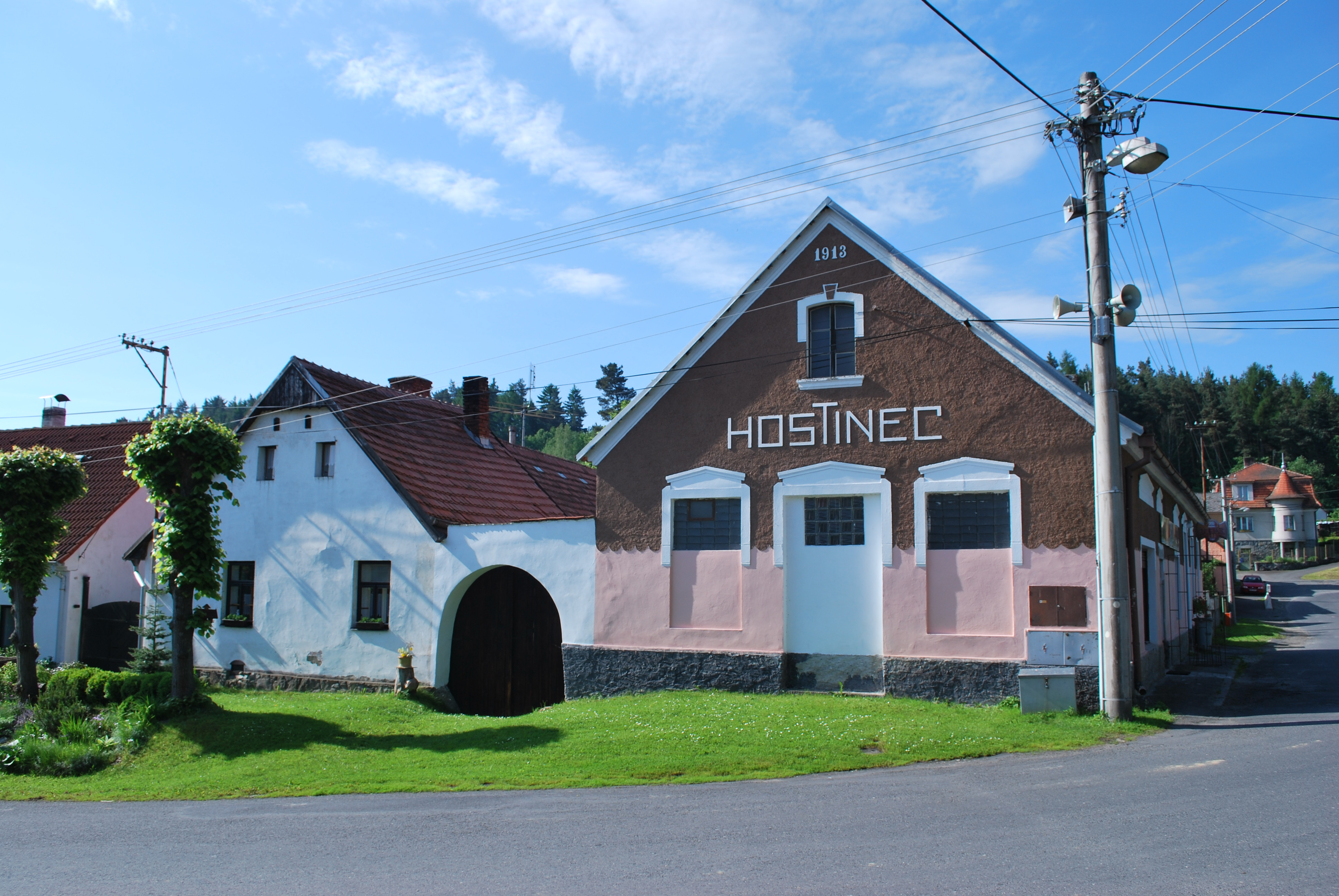
Häuser am Dorfplatz von Frymburk

Im Jahre 1838 bestand Frimburg bzw. Frymburg aus 45 Häusern mit 262 tschechischsprachigen Einwohnern. Im Ort gab es eine Dominikalmühle, eine Rustikalmühle, ein Wirtshaus und einen Meierhof; abseits lag eine Schäferei. Pfarrort war Nezamislitz. Bis zur Mitte des 19. Jahrhunderts blieb Frimburg immer der Fideikommissherrschaft Schichowitz samt den Gütern Raby, Budietitz, Žihobetz und Stradal untertänig.
Nach der Aufhebung der Patrimonialherrschaften bildete Frimburk / Frimburg ab 1850 mit dem Ortsteil Damětice / Damietitz eine Gemeinde im Gerichtsbezirk Schüttenhofen. Ab 1868 gehörte die Gemeinde zum Bezirk Schüttenhofen. Im Jahre 1869 lebten in den 57 Häusern von Frimburk und Damětice 419 durchweg tschechischsprachige Einwohner. Seit 1924 wurde Frymburk als tschechischer Ortsname verwendet. Im Jahre 1951 erfolgte die Umbenennung der Gemeinde in Želenov, da den Machthabern der Name des Dorfes nicht tschechisch genug erschien. Im Zuge der Aufhebung des Okres Sušice wurde Želenov 1960 dem Okres Klatovy zugeordnet. Zu Beginn des Jahres 1976 wurde Želenov nach Nezamyslice eingemeindet, ab dem 1. Juli 1980 gehörte das Dorf als Ortsteil zu Žichovice. Zum 1. Januar 1992 lösten sich Damětice und Želenov nach einem Referendum von Žichovice los und bildeten die Gemeinde Frymburk, zugleich nahm auch der Ortsteil Želenov seinen alten Namen Frymburk wieder an. Im Jahre 2010 bestand die Gemeinde aus 72 Wohnhäusern und hatte 109 Einwohner.

## Gemeindegliederung
Die Gemeinde Frymburk besteht aus den Ortsteilen und Katastralbezirken Damětice (Damietitz) und Frymburk (Frimburg). Der Ortsteil Frymburk gliedert sich in die Viertel Chalupy, Kouty, Náves, Pahorky und Podhradí.

## Sehenswürdigkeiten

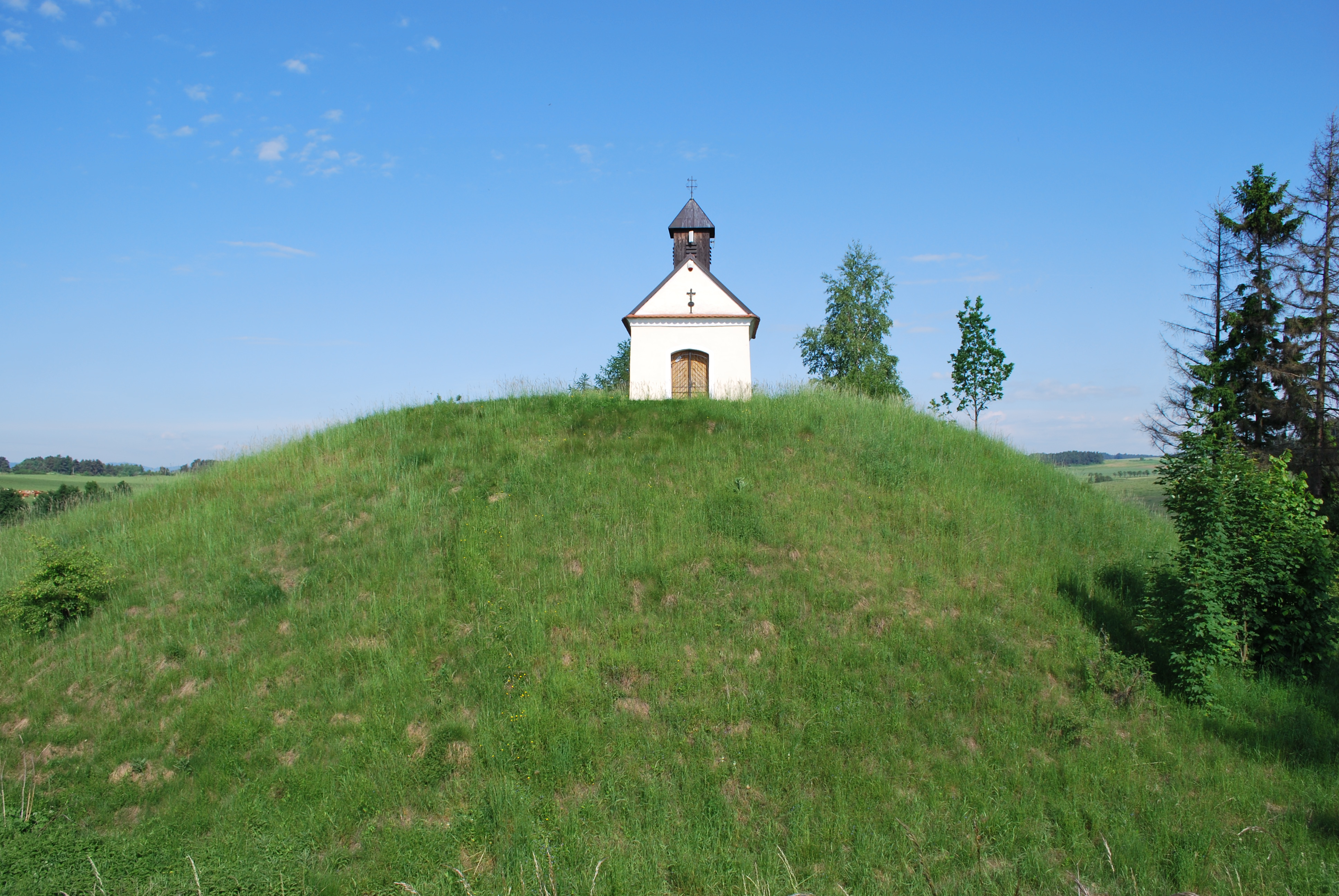
Kapelle des hl. Antonius von Padua

- Kapelle des hl. Antonius von Padua auf dem Burghügel der Friedenburg, erbaut zum Ende des 19. Jahrhunderts
- wüste Burgstätte Frymburk (Friedenburg) südlich über dem Ort, erhalten sind der Burghügel sowie große Wälle und Gräben. Die Anlage gilt als archäologische Fundstätte.